# هلن متیوز
هلن متیوز، نام واقعی احتمالاً هلن متیو (ح. 1872 - ح. دههٔ ۱۹۵۰) که با نام مستعار خود خانم گراهام نیز شناخته می‌شود، یک فوتبالیست، هنرمند، و سافرجت اسکاتلندی بود. متیو (یا گراهام) به عنوان یک بازیکن برجسته و کاپیتان تیم از دههٔ ۱۸۹۰، و برای به خدمت گرفتن اولین فوتبالیست زن سیاهپوست، اما کلارک شناخته می‌شود.

## زندگی‌نامه
مدارک اینطور نشان می‌دهند هلن جین متیو در سال ۱۸۷۱ در لندن به دنیا آمد. پدر و مادرش ویلیام و الیزا متیو و خواهرش فلورانس متیو نام داشتند. هلن بعداً گفت که در مونتروز به دنیا آمده است. متیو احتمالاً در آنجا و در لیتلهام، دوون زندگی می‌کرده اما بعداً حدود سال ۱۸۸۰ به لنکاوی نقل مکان کرده است. خانواده متیو در جاده کاریسبروک در والتون، لیورپول (نزدیک جایی که اما کلارک در بوتل بزرگ شد) زندگی می‌کردند. متیو در سال ۱۸۹۶ اظهار داشت که او بیست سال در لنکاوی بوده است.
اولین حضور هلن متیو در مسابقه فوتبال احتمالاً در سال ۱۸۹۰ در تور فوتبال و سرگرمی الک پین در شهرهای انگلیسی و ولزی بود.
گزارش‌های نادرست مدرن (از جمله در نیویورک تایمز) ادعا کردند که او اولین تیم‌های زنان را در سال ۱۸۸۱ تأسیس کرد، اما این ادعا توسط هیچ منبع اولیه‌ای تأیید نشده است.
متیو در سال ۱۸۹۵ به لندن رفت و احتمالاً در بیرمنگام در مارس ۱۸۹۵ برای باشگاه فوتبال بانوان میدلند کوتاه مدت بازی می‌کرد.
یک باشگاه جدید توسط نتی هانیبال و مدیر آلفرد هویت اسمیت، به نام باشگاه فوتبال بانوان بریتانیا یا بانو فوتبالیست‌ها تأسیس شد، که معمولاً تورهایی را به صورت مسابقات شمال و جنوب یا قرمزها و آبی‌ها ترتیب می‌دادند. متیو در نقش «خانم گراهام» به عنوان دروازه‌بان و گاهی کاپیتان تیم بازی می‌کرد. از اواخر سال ۱۸۹۵ تا ژوئن ۱۸۹۶، متیو تیم‌های خود را رهبری می‌کرد که در ابتدا قرمزها و آبی‌ها نام‌گذاری شدند، اما بعداً بانوان فوتبالیست یا تیم سال اولی خانم گراهام، برای انجام بازی‌های تور، از جمله در مقابل تیم‌های مردان اسکاتلندی، شرکت کرد. در اولین مسابقه تور در برابر اروین، متیو دچار کبودی چشم شد، اما به بازی ادامه داد. تیم سال اولی خانم گراهام اما کلارک، اولین بازیکن زن سیاه‌پوست را داشت که در آن سال نیز به اسکاتلند سفر کرد. او تا سال ۱۹۰۳ به بازی با خواهرش ادامه داد، اما هویت واقعی کلارک تا سال ۲۰۱۷ تأیید نشد.
در مصاحبه‌ای در سال ۱۸۹۶، «خانم گراهام» ادعا کرد که تمام اعضای تیم او مانند خودش اهل لنکاوی هستند. در سال ۱۹۰۰، متیو درگیر یک پرونده جعل دادگاه علیه مدیر یک فروشگاه ورزشی بود. نام او در این پرونده به عنوان «هلن گراهام متیوز» ثبت شد. نام‌های «خانم هلن گراهام» در سال ۱۸۹۵ و «اچ‌ام‌جی» برای امضای آثار هنری‌اش بود.
در دهه ۱۹۰۰، متیو صاحب اسب مسابقه شد. به گفته مورخ استوارت گیبس، «اسب‌سواری یک هدف رایج برای جناح رادیکال جنبش سافرجت بود، بنابراین بعید نیست هلن برای همین به اسب سواری روی آورده باشد». او در سال ۱۹۱۵ ازدواج کرد. متیو در ۷۰ سالگی در نیوتن آبوت همچنان حامی پرستون بود و فینال جام حذفی ۱۹۵۴ تم را از روی تخت بیمارستان دنبال می‌کرد.

## تقدیر
متیو (با نام هلن گراهام) در مراسم افتتاحیه زنان اسکاتلندی در سالن مشاهیر ورزشی در سال ۲۰۱۸ شناخته شد.